# هاموور
هاموور (به آلمانی: Hammoor) یک شهر در آلمان است که در Stormarn واقع شده‌است. هاموور  ۱٬۱۵۳ نفر جمعیت دارد.